# جيما أبا جيفار
نادي جيما أبا جيفار لكرة القدم (بالأمهرية: ጅማ አባ ጅፋር)‏ هو نادٍ محترف لكرة القدم مقره في جيما، إثيوبيا. يلعب في الدوري الإثيوبي الممتاز. صعد النادي، الذي كان يُعرف رسميًا باسم نادي مدينة جيما، إلى الدوري الإثيوبي الممتاز لأول مرة بعد نهاية موسم 2016-2017.

## الملعب
يلعب النادي مبارياته على ملعب جيما الواقع في جيما بإثيوبيا. في عام 2021 ، تم اختيار ملعب جامعة جيما لاستضافة المباريات من الأسبوع 7 إلى 11 من موسم الدوري الممتاز الإثيوبي 2020-21.